# Jason Kouchak
Jason Mariano Kouchak est un musicien, compositeur et chanteur français.

## Jeunesse et carrière
Jason Kouchak est né dans la ville de Lyon, en France. Il a étudié au Royal College of Music, puis à l'université d'Édimbourg. Il descend d'Alexandre Koltchak, le célèbre commandant naval russe.
Jason Kouchak a enregistré cinq albums. Deux d’entre eux ont été enregistrés aux Studios Abbey Road. Il est apparu dans la télé anglaise, sur 
La BBC et la compagnie japonaise NHK jouent ses compositions musicales personnelles. Il a tourné à travers le monde en tant que pianiste classique, notamment à Hong Kong, à Singapour et au Japon.
Il s'est produit au Royal Festival Hall (Londres), à la Salle Pleyel (Paris) et au Théâtre Mariinsky (Saint-Pétersbourg) ainsi que des récitals au Festival international d'Édimbourg.
Parmi les autres spectacles, nous pouvons aussi citer Julian Lloyd Webber et Jiaxin Cheng, au Chelsea Arts Club, pour célébrer le 60e anniversaire du concert de gala de Lloyd Webber et le concert du Guildhall du bicentenaire de Chopin avec la chanteuse et actrice Elaine Paige en 2010.
Jason s'est produit au Galle Literary Festival en 2012  avecTom Stoppard et a donné la même année un récital de piano à l'ouverture du London Chess Classic. En 2012, il devient directeur de la musique pour le 20e anniversaire du Festival du film français UK à Londres et à Édimbourg, lors de l'anniversaire de Chopin à l'ambassade britannique à Paris.
En 1990, il était invité en tant qu’artiste à la célébration du soixantième anniversaire de la Princesse Margaret à l'hôtel Ritz et, la même année, il est apparu en tant que pianiste classique, en tant qu’invité, à la première de Hamlet de Zeffirell.
Kouchak a interprété sa composition Sakura pour l'empereur Akihito au Victoria and Albert Museum de Londres en 1998. Il l'a aussi interprété lors de l'événement caritatif de Kobe en 1995. Cette pièce a été enregistrée avec Julian Lloyd Webber sur son album Cello Moods puis présentée par la patineuse olympique Yuka Sato en 1999 et en 2017 un concert pour la célébration des vingt ans de la pièce a été joué à Bruxelles.
En 2011 et 2013 Kouchak a interprété la chanson russe Sombre Nuit avec l'Orchestre philharmonique royal. Pour célébrer le centième anniversaire de la Révolution russe, un concert spécial a été donné en 2017 .
Il a interprété Schéhérazade lors de la cérémonie officielle d'ouverture du Festival de Littérature Emirates Airline en mars 2015 et a composé la chanson thème officielle du Festival en 2016.
En 2017, Kouchak a joué à l'ambassade de Finlande à Londres pour célébrer le centenaire de l'indépendance du pays.
En 2010, Kouchak contribue au lancement de deux géants jeux d’échecs pour enfants à Holland Park, Londres, ainsi qu’à celui du Stuart Conquest dans la même année. De plus, il contribue aussi au lancement de The Meadows, à Édimbourg en 2013  et a la version d’Alice au pays des merveilles de John Tenniel.En 2013, il mène une campagne pour sauver le fameux département du piano chez Harrods.
Kouchak a fondé la choral des enfants Tsubasa en 2011. Celle ci a ouvert le festival Matsuri et a aussi joué la suite de Jupiter Les Planètes à l'occasion du Jubilé de la Reine de 2012 à Trafalgar Square, Londres. En 2016, son travail d'échecs et de ballet a été joué au British Museumet à New York, en tant que célébration du rôle des femmes en tant que reines dans les échecs. Une pièce d'échecs Royal Queen 3D a été dévoilée en l'honneur du Queen's Journey la même année.Kouchak a chorégraphié et composé la mise en scène théâtrale du voyage de la Reine en 2017 au festival global d'échecs de Judit Polgar.En 2018, il a reçu un prix 'Ambassadeur de Goodwill' pour les valeurs artistiques des échecs,.
En 2024, Jason Kouchak a interprété sa chanson sur le thème des échecs "Royal Game" lors de l'inauguration de la 45e Olympiade d'échecs de la FIDE à Budapest, en Hongrie, pour son 100e anniversaire.

## Discographie
- Space Between Notes (2017)
- Comme d'Habitude (2011)[22]
- Midnight Classics (2008)[22]
- Forever (2001)[22]
- Watercolours (1999)[22]
- Première Impression (1997)[22]
- Sakura Sakura sur l'album Cello Moods de Julian Lloyd Webber (Philips, 1998)